# Anse
Anse är en kommun i departementet Rhône i regionen Auvergne-Rhône-Alpes i östra Frankrike. Kommunen ligger i kantonen Anse som tillhör arrondissementet Villefranche-sur-Saône. År 2022 hade Anse 8 139 invånare.

## Befolkningsutveckling
Antalet invånare i kommunen Anse
| Referens: INSEE |